# ديفيد سفينسون
ديفيد سفينسون (بالسويدية: David Svensson)‏ (4 أغسطس 1993 بالسويد - ) هو لاعب كرة قدم سويدي في مركز الوسط. لعب مع نادي هلسينغبورغ ونادي موتالا وHusqvarna FF ‏.

## وصلات خارجية
- ديفيد سفينسون على موقع اتحاد السويد (السويدية)
- ديفيد سفينسون على موقع قاعدة بيانات كرة القدم.إي يو (الإنجليزية)
- ديفيد سفينسون على موقع Soccerway.com (الإنجليزية)